# Sarganser Stadtbrand 1811

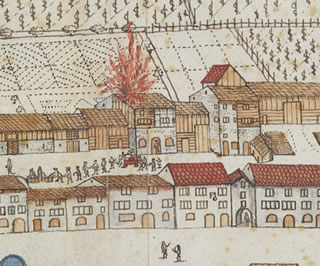
Der Ausbruch des Stadtbrands am Torkelhaus

Der Sarganser Stadtbrand ereignete sich am 8. Dezember 1811 im st. gallischen Sargans.

## Verlauf und Schaden
Das Feuer nahm seinen Ausgang kurz nach 4 Uhr morgens beim Torkelhaus in der Untergasse und griff windbegünstigt rasend schnell um sich. Um 6 Uhr stand ganz Sargans in Flammen. 79 Wohnhäuser und 42 Ställe und damit nahezu alle Gebäude brannten ab.
Vor den Flammen bewahrt werden konnten nur die barocke Pfarrkirche von 1711 und die zugehörige Kaplanei von 1734. Menschenleben waren keine zu beklagen. Aber 358 Einwohner verloren ihre gesamte Habe und waren mittellos.
Die Schadenssumme belief sich auf 84'000 Gulden. Die Brandursache konnte nie geklärt werden. Fahrlässigkeit beim Heizen mit Holz oder Brandstiftung wurden vermutet.

## Ein Zeitzeuge
„Herzlich geliebter Sohn! Nicht mehr Dich zu erschröcken, sondern nur deine Neugierde, oder vielmehr deine theilnahme an dem unglück, welches Sargans am 8ten dies getroffen hatte, zu befriedigen, habe ich dies mahl die Feder ergriffen. Es war am Morgen eine viertl nach 4 Uhr, dass in dess Redermachen Christen bertschen haus, welches haus sonst dem Statthalter Gallaty gehört, in welchem 3 parten wohneten, feuer ausbrach. Wie man sagt, so soll ein unvorsichtigs weib am abend das im ofen eingestüzte holz aus dem ofen genommen und in eine kammer gelegt haben. Wahrscheinlich muss an besagtem Holz feuer gewesen sein, und sich dann gegen dem morgen entzündt haben. Es wähete den Augenblick der unterlufft, und sehr schnell verbreithete sich das Feuer und ergriff in Zeit von einer halben stund alle städel und häuser in der untergass bis zum obern thoor. Jzt kehrte sich der wind schnell, entzündete die angränzenden heuser, vom oberen thoor in der obergass. Von da fuhr der flammenstrohm schnell über die armen schindelntächter hin. Um 6 Uhr stund das ganze stättlein von einem thoor zum andern in vollen flammen“

## Wiederaufbau

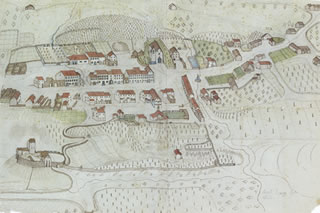
Der Wiederaufbauplan gemäss neuen Brandschutzrichtlinien

Bereits anfangs 1812 wurde der Wiederaufbau des komplett zerstörten Städtchens in Angriff genommen. Finanziell wurden der rasche Aufbau ermöglicht durch die 1807 unter dem Eindruck grosser Brandkatastrophen u. a. in Walenstadt und Bad Ragaz gegründete st. gallische Gebäudeversicherungsanstalt (GVA) und durch Spenden aus der ganzen Eidgenossenschaft in Höhe von 20'000 Gulden, so dass die Stadt Sargans nur noch 1/4 der Schadenssumme selbst übernehmen musste.
Die Federführung lag beim Kanton, der neue Brandschutzrichtlinien bei der Gebäude- und Strassenplanung – vor allem sogenannte „Feuerlücken“ – geltend machte. Auch wurde der Bau von Stallungen in unmittelbarer Nähe zu Wohnhäusern untersagt.
Zur Anwendung kam der Plan des Gemeindeammanns Johann Baptist Ludwig Gallati (1771–1844). Gebaut wurde das neue Sargans wiederum rund um die Anhöhe und nicht, wie eigentlich vom Kanton gewünscht, in der Ebene. Das neue Städtchen kam daher nahezu auf dem gleichen Territorium zu stehen wie das mittelalterliche.